# Chancre (botanique)
Pour les articles homonymes, voir chancre.

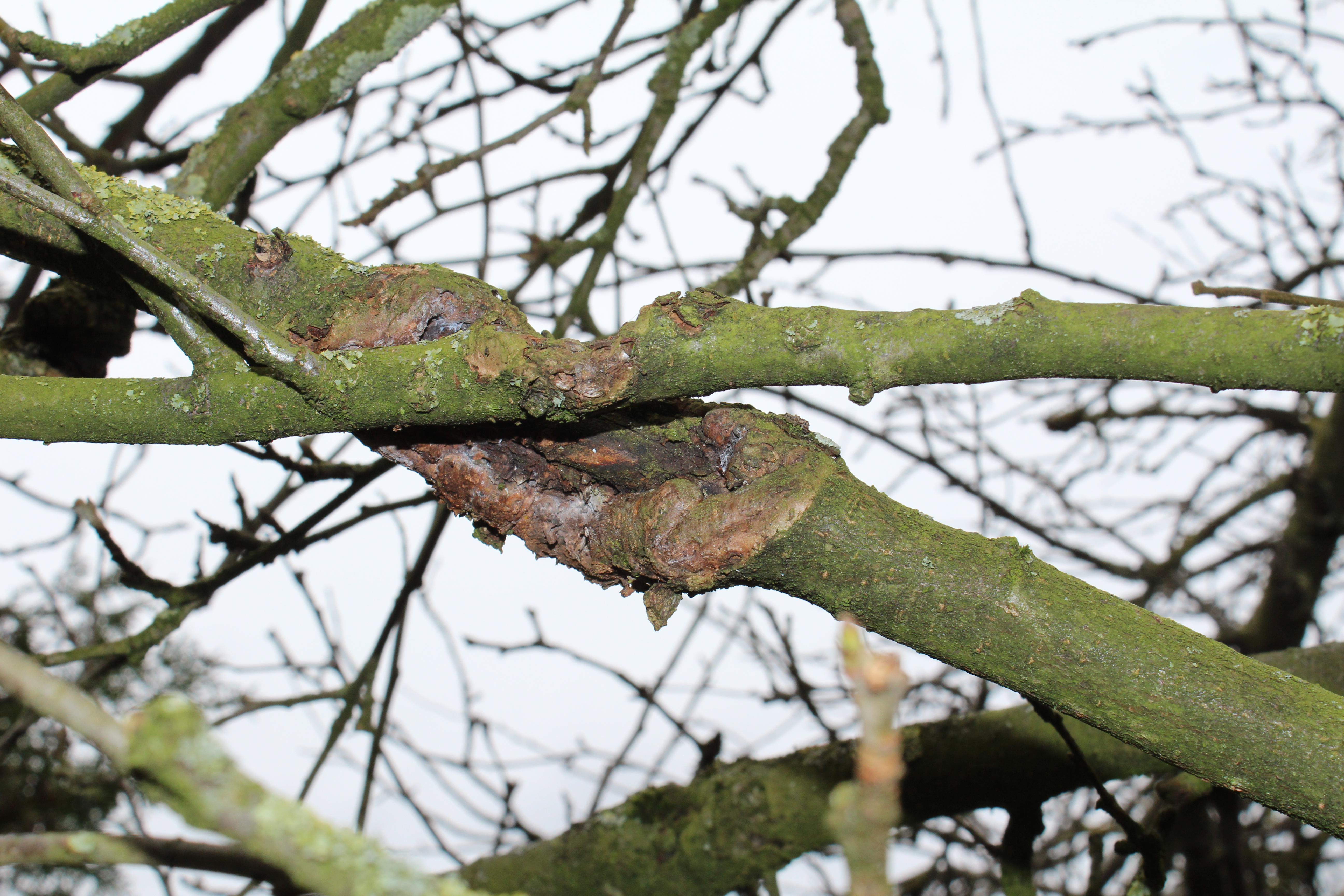
Le frottement des branches entre elles peut entraîner leur autodestruction en favorisant le développement du chancre nectrien.

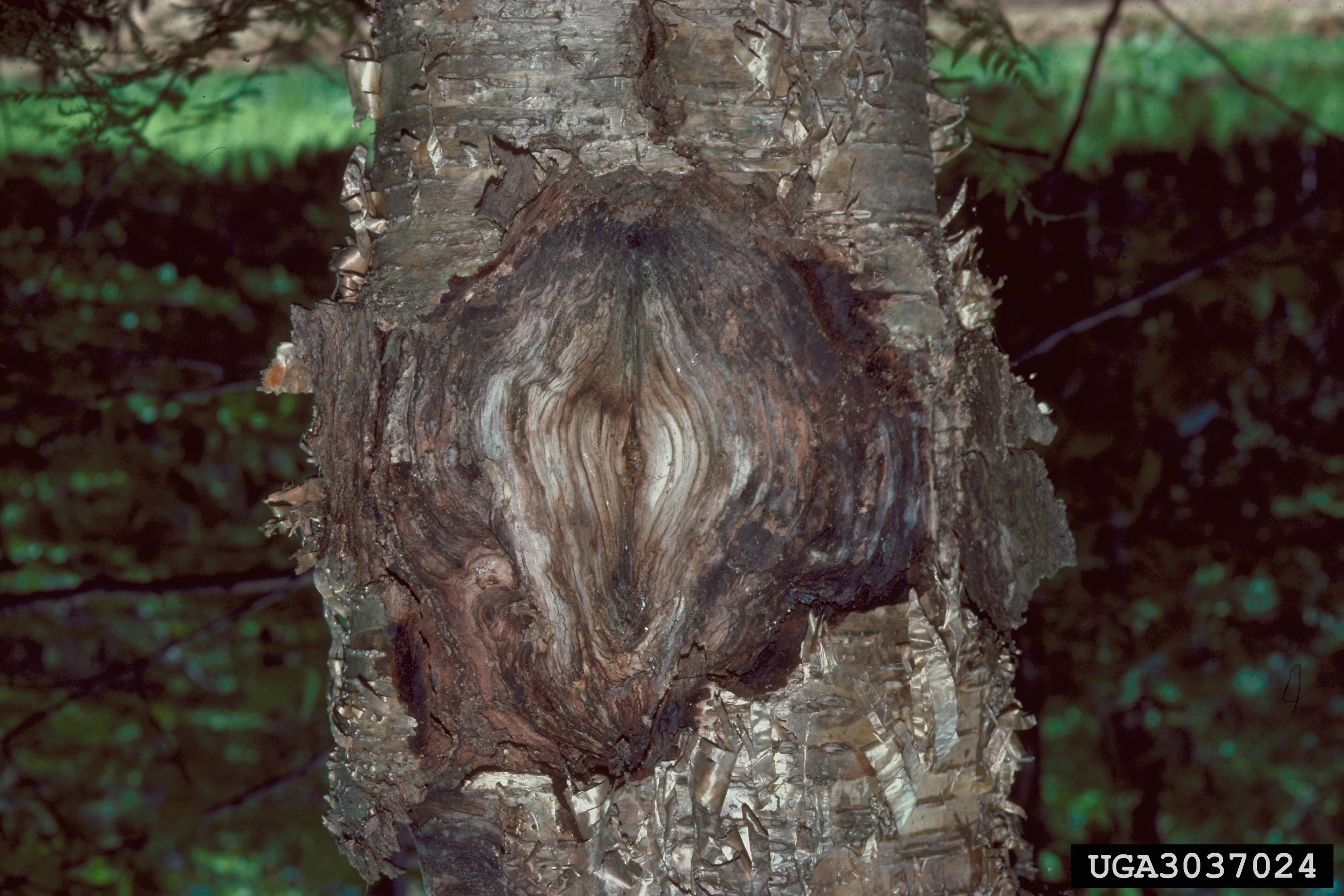
Le cycle de vie annuel du champignon Neonectria galligena entraîne sur un tronc de bouleau l'apparition de bourrelets de « cicatrisation » successifs et concentriques, générant un « chancre en cible », cette forme n'étant cependant pas toujours parfaite, ni toujours évidente au début du développement du chancre. Comme les cernes de croissance, chaque anneau représente une année de croissance de tissu calleux formé par l'arbre en réaction au champignon qui parvient à traverser cette barrière calleuse lorsque cet organisme reprend son développement au printemps.

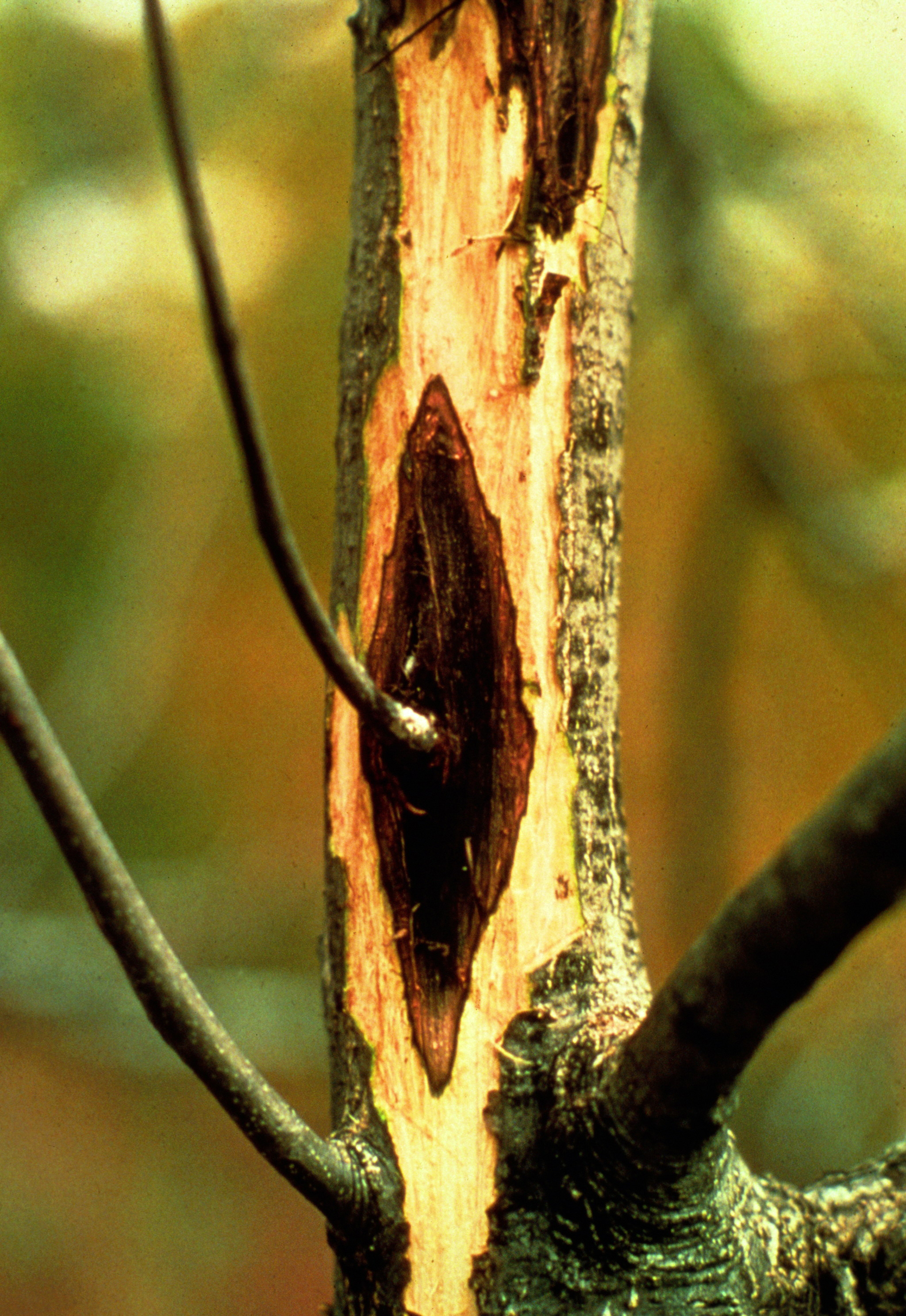
Chancre du noyer cendré dû à Ophiognomonia clavigignenti-juglandacearum. Très fréquemment, le centre du chancre renferme un chicot de branche ou un rejet

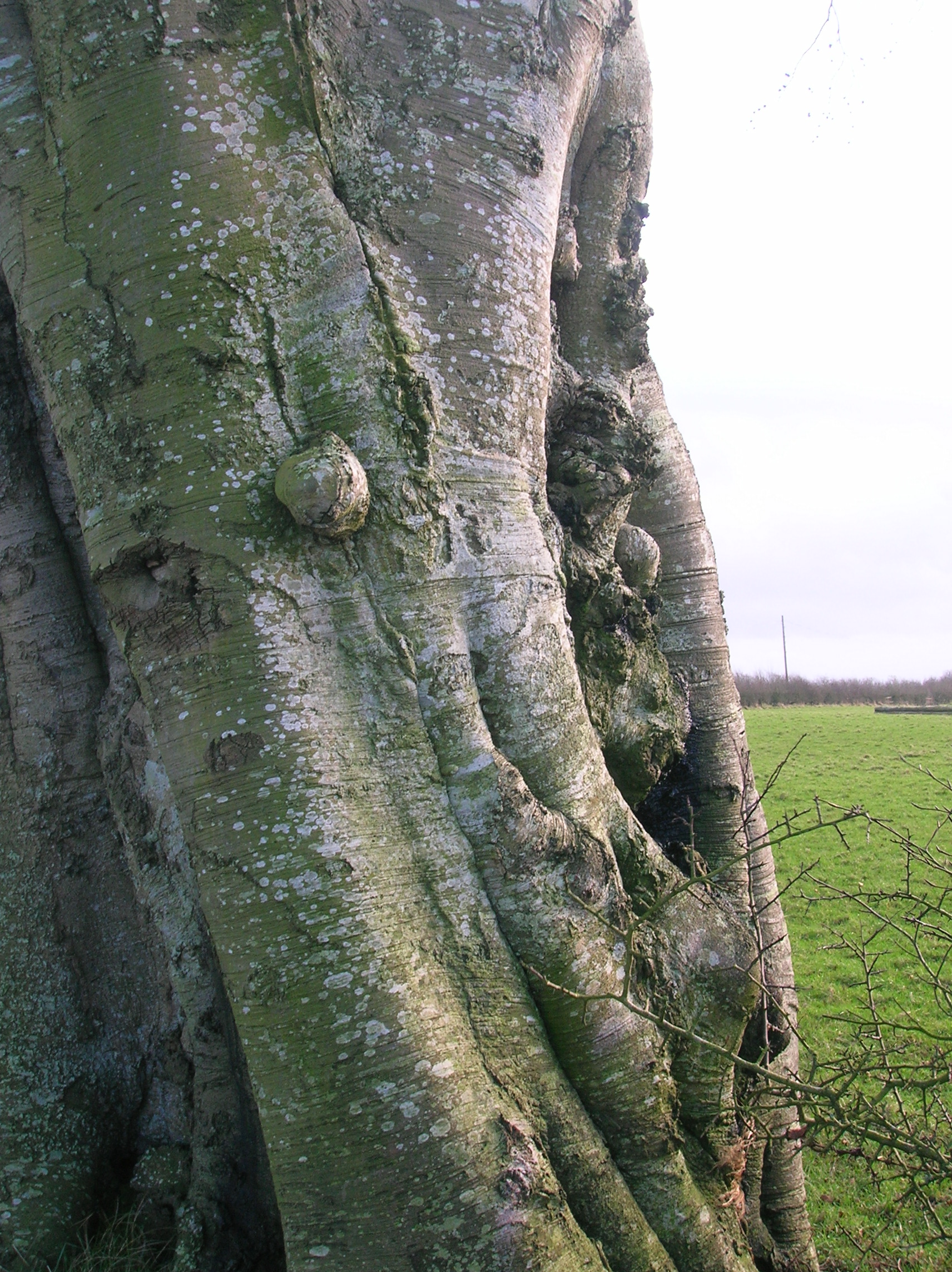
Ce tronc de vieux hêtre commun montre un broussin (4), protubérance à ne pas confondre avec un chancre (5).

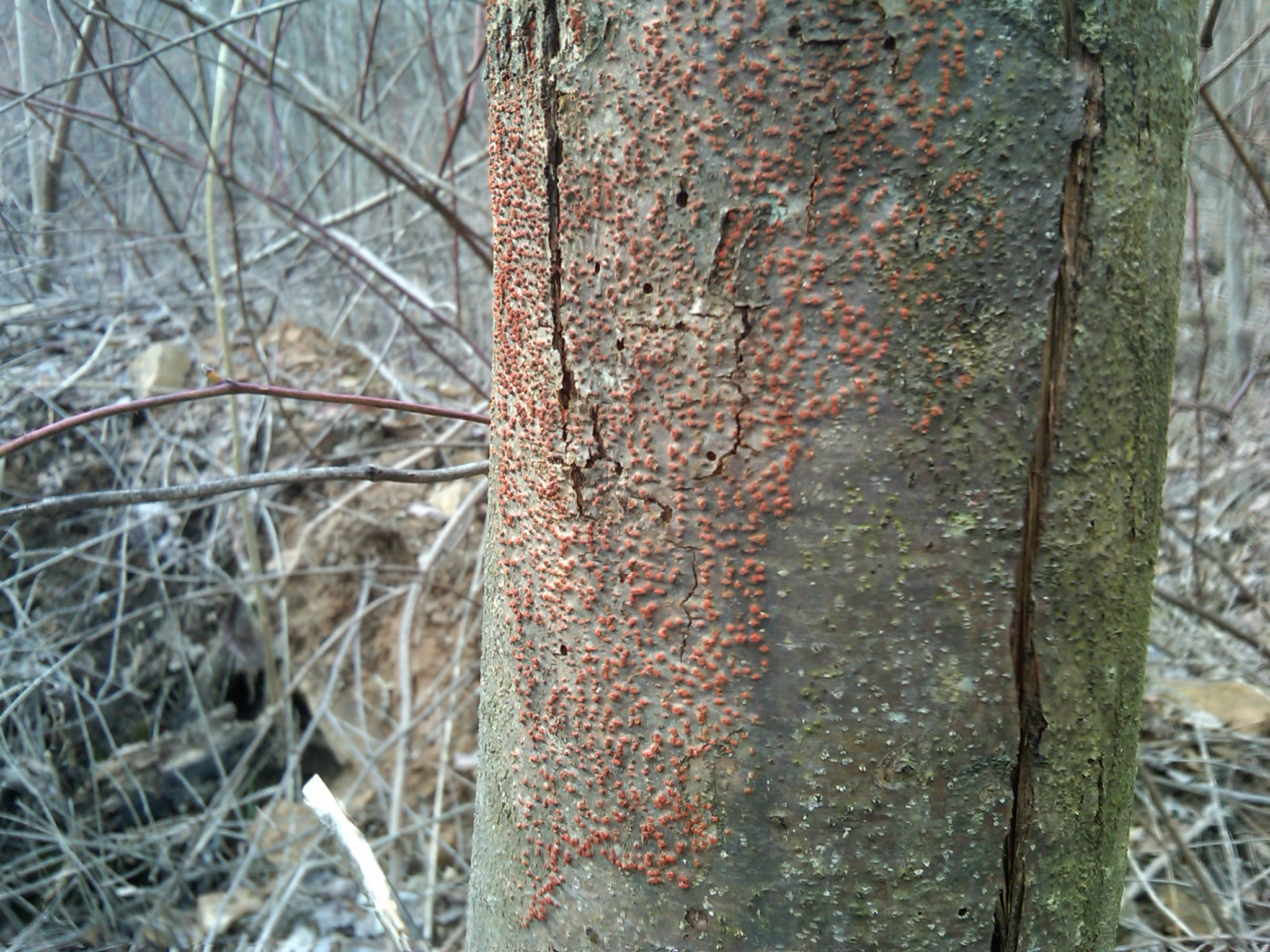
Effet de Cryphonectria parasitica sur un châtaignier : « fructifications » de couleur rouge de ce champignon (pycnides et périthèces), dessiccation de l'écorce qui se fissure et se craquelle, la zone atteinte présentant comme une brûlure, d'où le nom de la maladie, la brûlure du châtaignier.

En pathologie végétale et plus particulièrement en pathologie forestière, un chancre (du latin cancer, « ulcère, cancer », cette maladie des plantes appelée jadis « cancer des arbres » prenant typiquement un aspect tumoral) est une lésion nécrosée du tissu ligneux externe d'une plante causée généralement par une attaque bactérienne (chancre bactérien) ou de champignons (chancre fongique). Ces parasites corticoles de faiblesse envahissent l'écorce et le cambium des plantes ligneuses vivantes (arbres, arbustes et arbrisseaux) pour, petit à petit, les détruire. 
Ces plantes réagissent en mettant en place des barrières mécaniques de compartimentation qui se traduisent par plusieurs aspects chancreux, le plus typique étant des boursouflures de tissus plus ou moins nécrosés et des processus réactionnels de « cicatrisation » qui font intervenir des bourrelets de recouvrement parfois successifs et concentriques. Des altérations similaires peuvent également affecter des plantes herbacées qui présentent des « aspects chancreux » sans qu'il s'agisse de chancres proprement dits.
Les affections chancreuses sont le résultat de phénomènes nécrotiques plus ou moins étendus et plus ou moins profonds, provoqués par ces agents phytopathogènes qui attaquent des plantes ligneuses dans un état de vulnérabilité ou blessées. Les parasites biotrophes infectent des végétaux qui restent vivants pendant toute l'infection de leurs hôtes, avant d'être relayés, une fois les plantes mortes, par de nombreuses espèces lignivores, au comportement de nécrotrophes, agents de la pourriture du bois. 

## Symptomatologie
Lorsque la nécrose atteint peu le cambium, les formations chancreuses se concrétisent par des lésions superficielles qui entraînant des rugosités ou des desquamations de l'écorce. Lorsque le cambium est attaqué, les réactions de défense consistent en des barrières mécaniques de compartimentation se manifestant par un léger renflement qui augmente progressivement de volume si les chancres persistent d'année en année, formant des protubérances ovales. Le pourtour de la lésion devient l'origine de bourrelets de cicatrisation qui parviennent parfois à limiter l'extension du parasite ou qui s'infectent à leur tour. Ce stade évolué du chancre est associé à la formation de boursouflures qui conduisant à l'éclatement de l'écorce (éclatement non dû à la gélivité) et à la formation de fissures et de crevasses dues à la nécrose du bois sous-jacents accompagnées souvent d'écoulement de gomme ou de suintement noirâtre d'exsudat (l'obturation des vaisseaux conducteurs par des thylloses bloquent la circulation de la sève et provoquent un « chancre suintant » ou « chancre saignant », l'exsudat étant un mucus polysaccharidique bactérien apprécié par les insectes ou une gomme associée à des champignons). Sur un arbre affaibli ou un rameau de l'année, la nécrose conduit à la ceinturation totale du cambium du rameau, de la branche ou du tronc attaqué, et son dépérissement (chaque année, le chancre continue de progresser, jusqu'à ce qu'il annelle ces organes végétatifs ligneux), la dessiccation et l'extension de la plaie large pouvant conduire à une ouverture béante qui sert d'habitat à un cortège saproxylique, hôte régulier des terreaux des cavités d'arbre creux. L'arrêt de la croissance de la branche peut aussi conduire à la formation de méplats.

## Facteurs favorisant la maladie
Les parasites de faiblesse corticale pénètrent soit par des ouvertures naturelles (cicatrices foliaires, cicatrices d'élagage naturel, fissures d'écorce lors du débourrement, lenticelles, stomates…), soit par des blessures accidentelles (plaies d'élagage qui favorisent tout particulièrement la propagation de la maladie par l'utilisation d'outils de taille non désinfectés, microlésions dues à la grêle, aux gélivures, frottements, piqûres d'insectes perceurs, dégâts de gibiers ou de rongeurs, trous réalisés par des pics), ces blessures devant être relativement fraîches pour se prêter à l'infection (sinon la plante ligneuse a eu le temps de développer un processus de défense efficace, la compartimentation, privant ces organismes d'eau et d'éléments nutritifs fourni par les cellules brisées lors de la blessure). Les agents pathogènes aéroportés se posent généralement sur des tissus non vulnérables mais il suffit d'une ouverture de quelques micromètres pour que quelques bactéries ou spores de champignons infectent la plante.
La saisonnalité joue un rôle dans le développement des chancres. 

Les champignons phytopathogènes du chancre (bien souvent Coryneum ou Nectria) se développent et libèrent leurs spores lorsque les conditions de température et d'humidité sont propices (typiquement au printemps, avec une température optimale d'environ 20 °C, mais cette dernière n'en demeure pas moins possible à 0 °C, d'où la propagation de la maladie qui peut s'effectuer en hiver). La germination de ces spores donne naissance à des hyphes qui colonisent le bois sous-jacent en se développant préférentiellement dans les cellules radiales. Le champignon hiverne sous forme de mycélium souvent blanc dans les tissus infectés où il peut survivre aux froids les plus intenses, et reprend son développement au printemps suivant (cas fréquent des champignons qui présentent un cycle de vie pluriannuel).

Les chancres bactériens apparaissent surtout en automne sur les arbres fruitiers, quand ces plantes ligneuses sont nues et en dormance. Les bactéries en cause (principalement Xanthomonas et Pseudomonas) sont présentes sur l'arbre au stade latent depuis le printemps ou l'été, attendant cette période automnale propice à leur développement. « Les espèces bactériennes très spécialisées comme Xanthomonas juglandis ou Pseudomonas savastanoi sont inféodées aux aires de culture de leurs hôtes ; les espèces plus ubiquistes, telles Agrobacterium tumefaciens et Pseudomonas syringae se rencontrent dans toutes les zones d'arboriculture fruitière, les effets des affections à Pseudomonas se faisant davantage remarquer dans les contrées à influence atlantique ».

## Traitement
Les chancres peuvent être traités de façon préventive ou curative.
Les stratégies d'intervention doivent prendre en compte la dynamique du parasite, la résistance de l'arbre, et la propagation de la maladie. Une intervention ne se justifie pas systématiquement car les arbres ne sont pas nécessairement menacés par la maladie. L'utilisation de fongicides ou bactéricides, les stratégies de lutte intégrée faisant appel à des améliorations génétiques (utilisation de clones résistants) ont des résultats limités et seulement sur certains chancres. Comme les agents phytopathogènes sont des parasites de faiblesse, la meilleure stratégie est l'adoption de techniques culturales adaptées pour éviter les stress biotiques et abiotiques : choix des plants et de la zone de plantation ; contrôle des ravageurs ; élagage, selon le degré d'infection, des branches contaminées des arbres très chancreux ou abattage des arbres fortement chancrés pour prévenir toute nouvelle infection sur tout le peuplement ; régénération d'essences plus résistantes ou introduction en mélange d'essences moins vulnérables aux agressions spécifiques des phytophages et de la maladie ; élagage des branches d'arbres d'ornement avec un diamètre ne dépassant pas quelques centimètres pour éviter les éclats et les chicots ; recours à des rotations plus courtes ; désinfection régulière des outils de taille qui peuvent aussi être les vecteurs de propagation de maladies.

## Exemple par arbre

### Chancres bactériens
- Agrumes, Chancre bactérien des agrumes, causé par Xanthomonas axonopodis pv. citri
- Citronnier, causé par Xanthomonas axonopodis
- Frêne, causé par Pseudomonas syringae
- Peuplier, causé par Xanthomonas populi
- Marronnier, le chancre bactérien du marronnier est une maladie émergente, en forte extension dans les années 2000 en Europe de l'Ouest, qui semble induite par des pathovars très pathogènes de la bactérie Pseudomonas syringae

### Chancres fongiques
- Bouleaux, causé par Inonotus obliquus, le Polypore incrusté ou Chaga.
- Châtaignier, chancre de l'écorce causé par Cryphonectria parasitica
- Chêne, causé par Diplodia quercina, le fungus Seiridium cardinale
- Colza, causé par  Leptosphaeria maculans
- Conifères  (Pinaceae : Abies, Picea, Pinus) :  chancre scléroderrien ou chancre des résineux, chancre gremmenielléen, dépérissement des résineux, dessèchement des rameaux du pin, maladie à Brunchorstia, causé par Gremmeniella abietina (ou Brunchorstia pinea, anamorphe)* Cornouiller sanguin, (anthracnose) causé par Discula destructiva
- Cyprès, chancre cortical du cyprès, causé par Seiridium cardinale
- Érable, chancre eutypelléen, causé par Eutypella parasitica
- Févier d'Amérique, causé par Thyronectria austro-americana
- Hêtre, chancre du hêtre causé par Nectria ditissima
- Hêtre à grandes feuilles, causé par Neonectria faginata[13]
- Mûrier, causé par Gibberella baccata
- Noyer, causé par Sirococcus clavigignenti-juglandacearum
- Pin, causé par Fusarium pini
- Platane, chancre coloré causé par Ceratocystis platani
- Pommier, chancre nectrien (ou chancre européen) causé par Nectria galligena et chancre du collet (ou pourriture du collet) causée par Phytophtora cactorum
- Rosier, Chancre du rosier, causé par Leptosphaeria coniothyrium et Cryptosporella umbrina
- Saule, (anthracnose) causé par Marssonina salicicola
- Vigne, causé par Eutypa lata

## Galerie

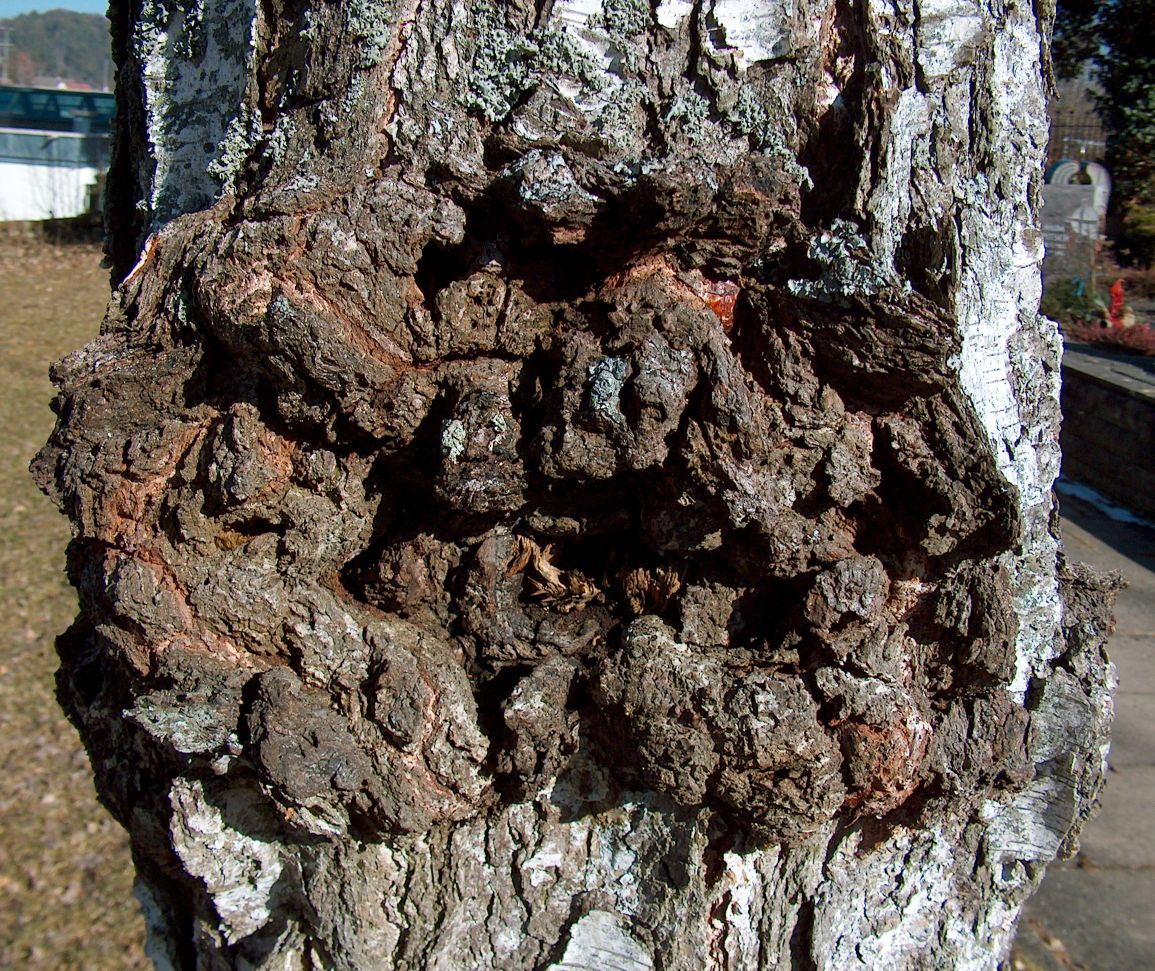
Chancre tourmenté sur un bouleau.
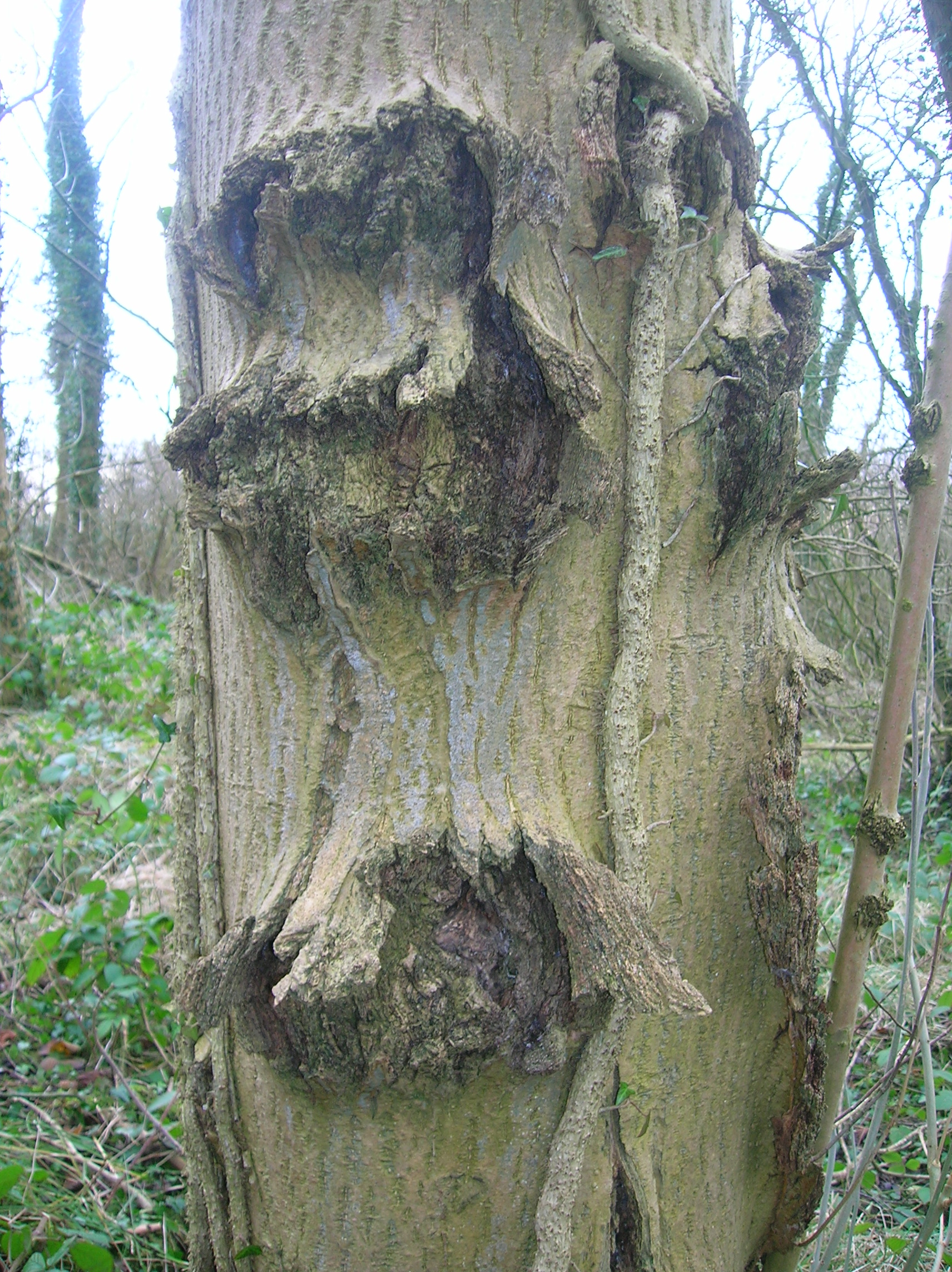
Chancres sur un frêne en North Ayrshire, Écosse.
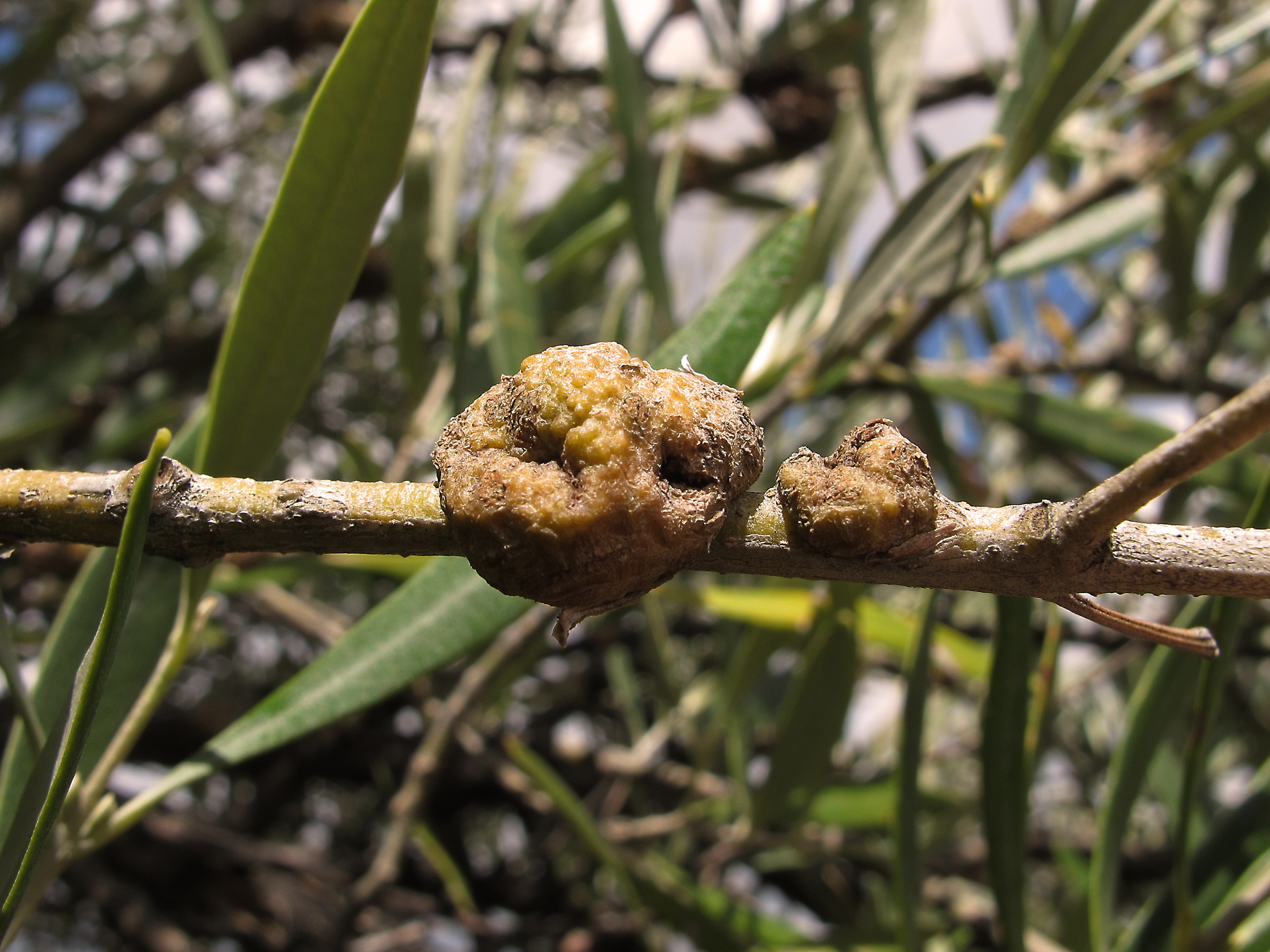
Production d'un exsudat jaunâtre au niveau d'un chancre. Il renferme les colonies bactériennes actives de Pseudomonas savastanoi.
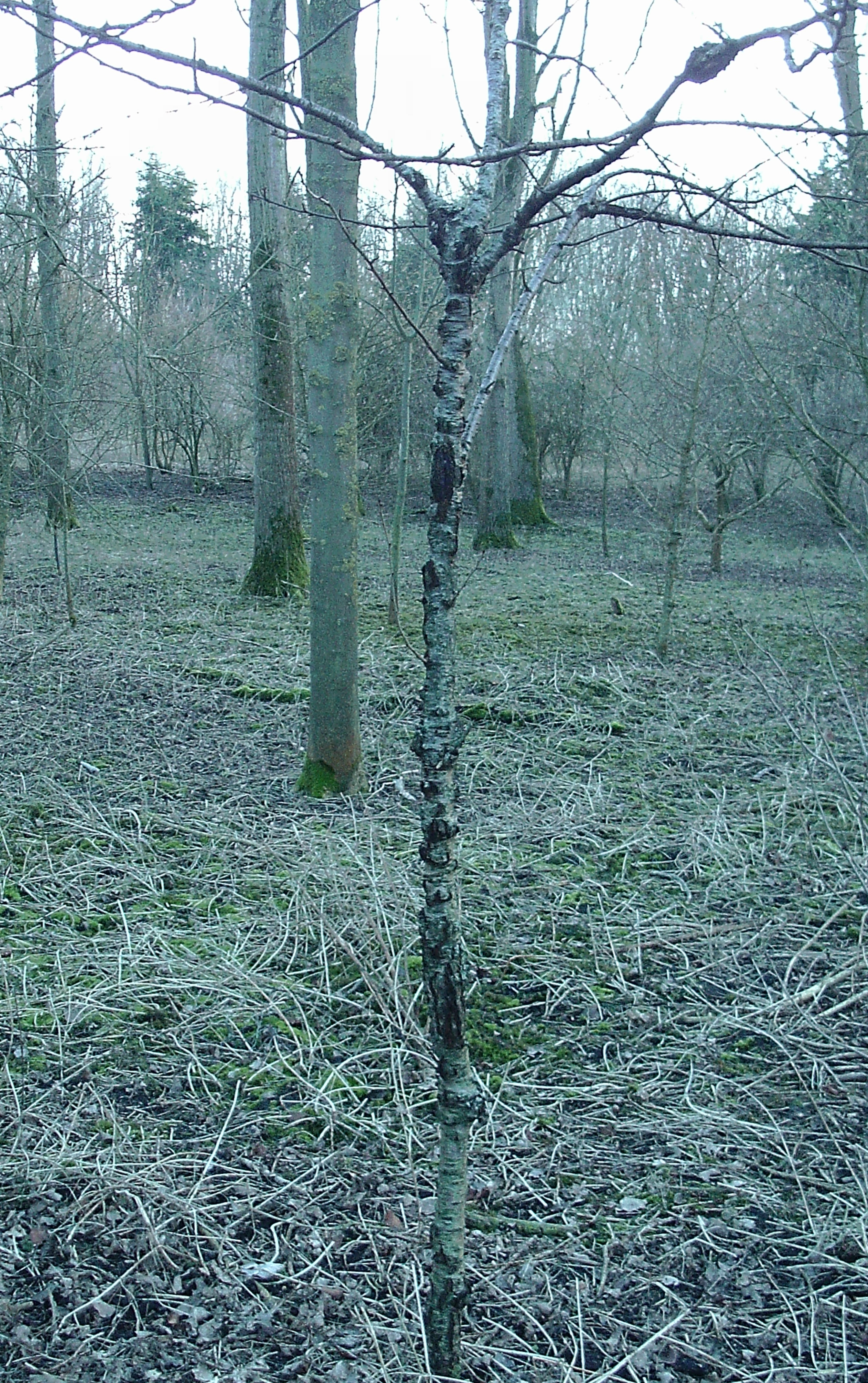
Chancre sur jeune cerisier.
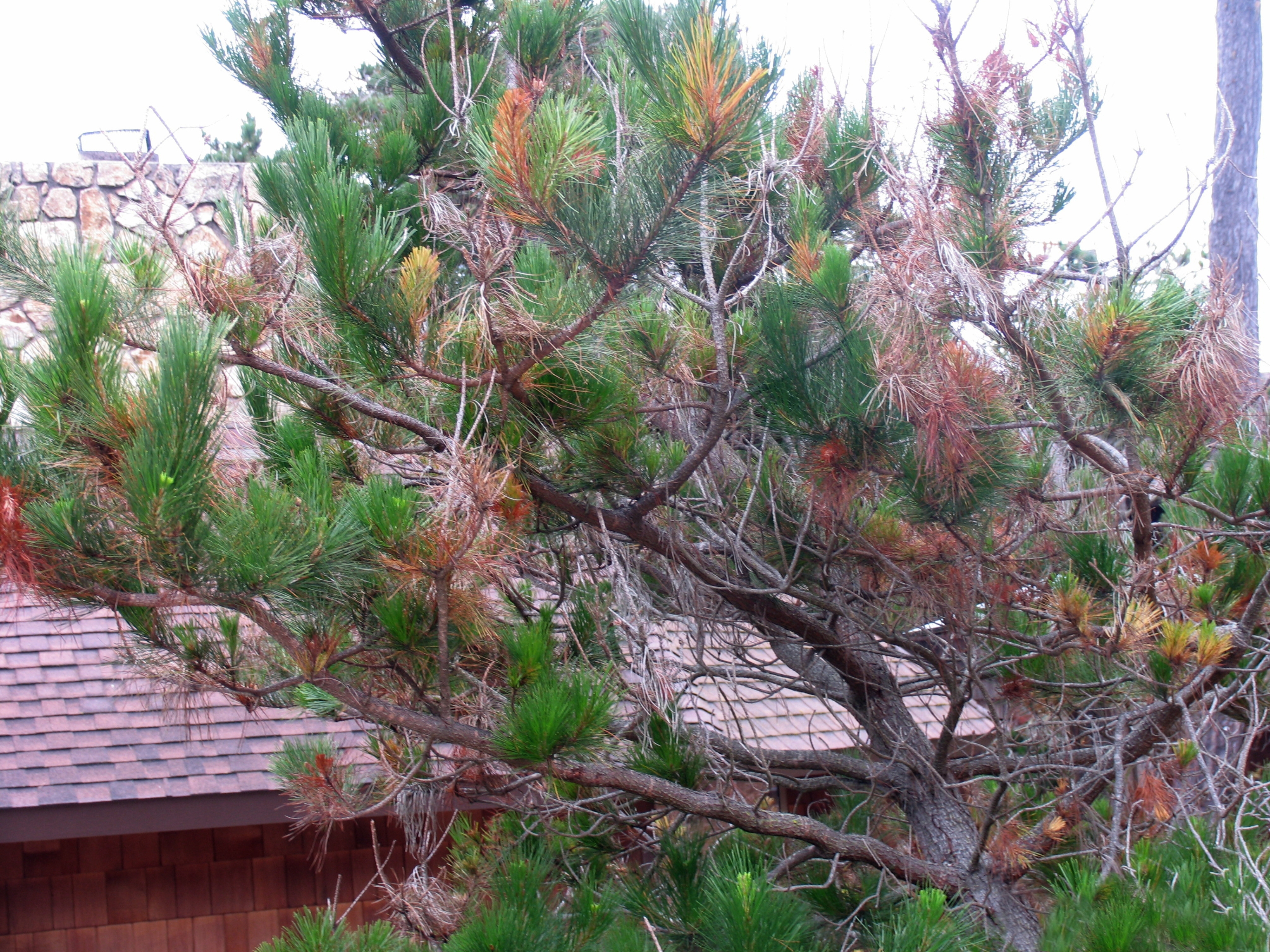
Le chancre résineux du pin est dû à Fusarium circinatum (en), champignon qui affecte plus de 50 espèces de pins[14].